# 小田急グループ
小田急グループ（おだきゅうグループ、英: Odakyu Group）は、小田急電鉄を中心とする企業グループ。小田急電鉄傘下の神奈川中央交通（東証プライム）や小田急箱根、江ノ島電鉄、小田急百貨店、小田急不動産などを包括する。グループ会社数100社（2017年8月1日時点）。売上高は5266億7500万円（2019年3月期）。

## 主なグループ会社・法人

### 運輸

#### 鉄道
- 小田急電鉄
- 小田急箱根
- 江ノ島電鉄

- 小田急ロマンスカー
- 箱根登山電車
- 江ノ電

#### バス
小田急グループでは2017年3月末現在で路線バス車両を3,377台保有している。
- 小田急バス
- 神奈川中央交通
  - 神奈川中央交通東
  - 神奈川中央交通西
  - 神奈中観光
  - 神奈中タクシー
- 小田急ハイウェイバス
- 小田急箱根
  - 箱根登山バス
- 立川バス
- 江ノ島電鉄
  - 江ノ電バス
- 東海自動車
  - 東海バス

- 小田急バス
- 神奈川中央交通
- 小田急ハイウェイバス
- 箱根登山バス
- 立川バス
- 江ノ電バス
- 東海バス

#### タクシー
- 小田急交通 - 都内全域、神奈川県東部
  - 小田急交通南多摩
- 神奈川中央交通
  - 神奈中タクシー - 横浜、湘南・県央・相模原、町田
    - 海老名相中
- 小田急バス
  - 新立川交通 - 立川・拝島・国分寺市域並びに多摩地区
  - 川崎交通産業 - 川崎市北部・横浜市北部

- 小田急交通のタクシー
- 神奈中タクシー

#### 観光
- 大山観光電鉄 - 大山ケーブルカーを運営
- 富士汽船 - 山中湖での観光船事業（富士急行と共同経営）

- 大山ケーブルカー
- 山中湖遊覧船

#### その他運輸
- 東海自動車
  - 東海輸送
- 小田急交通
  - 小田急オートサービス

### 流通
- 小田急百貨店
  - 小田急友の会
- 小田急商事 - 小田急OX
  - 小田急食品 - デイリー専業
- 江ノ島電鉄
  - 江ノ電エリアサービス
- 神奈川中央交通
  - 神奈中商事
  - 神奈川三菱ふそう自動車販売 - 三菱ふそうトラック・バスのディーラー
  - 神奈中相模ヤナセ - 自動車ディーラー（ヤナセ特約店）

小田急商事は2018年3月時点で、小田急各駅内にある駅売店88店、コンビニエンスストア13店、スーパーマーケット26店を展開している。小田急電鉄と小田急商事は2018年3月8日にセブン&アイ・ホールディングスとの業務提携についての基本合意を発表しており、駅売店・コンビニエンスストアのセブン-イレブンへの転換やセブン&アイが展開するプライベートブランドをスーパーマーケットに導入するための検討などを進める計画である。
- 小田急百貨店町田店
- Odakyu OX万福寺店

### 不動産
- 小田急不動産
- 小田急ハウジング
- 小田急箱根
- Odakyu Australia Pty. Ltd.
- 小田急SCディベロップメント - ショッピングセンター（ミロードや新宿サザンテラス、小田急ハルク、ビナウォークなど）を運営
- M.S.B.R Land Holding Pvt Ltd.
- Odakyu Lanka Pvt Ltd.

- 小田急第一生命ビルディング（現：新宿第一生命ビルディング）
- 新宿ミロード
- 新宿サザンテラス
- 小田急ハルク
- ビナウォーク

### その他

#### ホテル
- 小田急リゾーツ - 相模大野・本厚木・元箱根・奥湯本・仙石原・御殿場を中心にホテルやレストランなどを経営
- ホテル小田急サザンタワー
- 小田急箱根
  - 箱根プレザントサービス
- 神奈川中央交通
  - グランドホテル神奈中 - 平塚・秦野でホテル経営、狛江（東京都狛江市）で中華料理店経営

- 小田急山のホテル
- ハイアットリージェンシー東京
- 小田急サザンタワー

#### レストラン
- 小田急レストランシステム
  - ドリームサークル
- ジローレストランシステム
  - ジロープランニングサービス
  - GIRAUD RESTAURANTS ASIA(CAMBODIA)CO.,LTD.
- 神奈川中央交通
  - 神奈中システムプラン - 飲食（らーめん花楽ほか・サービス業）

#### 旅行
- 小田急トラベル

#### ゴルフ
- 小田急スポーツサービス - ゴルフ場3箇所・テニスガーデン3箇所運営
- 富士小山ゴルフクラブ
- 神奈川中央交通
  - 神奈中スポーツデザイン

#### 鉄道メンテナンス
- 小田急エンジニアリング

#### 自動車整備
- 神奈川中央交通
  - 神中興業
  - 横浜車輌工業
- 東海自動車
  - 東海車輌サービス

#### ビル管理
- 小田急ビルサービス
  - コンフィット
- 小田急箱根
  - 箱根プレザントサービス
- 神奈川中央交通
  - 横浜ビルシステム
- 東海自動車
  - ALSOK東海 - 警備専業
- ウェルハーツ小田急 - 特例子会社
- オリエントサービス

#### 情報・媒体
- 小田急エージェンシー - 広告代理店専業
- 神奈川中央交通
  - 神奈中商事 - 広告代理店専業
  - 神奈中情報システム
  - フラッグスビジョン

#### 経理受託
- 小田急フィナンシャルセンター
- 神奈川中央交通
  - 神奈中アカウンティングサービス

#### 人材派遣
- 小田急百貨店
  - 小田急プラネット
- ヒューマニック

#### 保険
- 小田急保険サービス

#### 車両等資材調達
- 小田急グループマテリアルズ

## 運営する商業施設・オフィスビル
- 新宿テラスシティ
- 小田急マルシェ
- 御殿場プレミアム・アウトレット - 土地を賃貸している

- 小田急マルシェ町田
- 御殿場プレミアム・アウトレット

## 廃止された主な事業等
- 熱海駅
- ジローは、この中野丸井本店の閉鎖とともに中野より撤退（2007年8月）
- 閉園間際「さよならフェスティバル」開催中の向ヶ丘遊園入場門（2002年3月撮影）
- 小田急フローリスト新宿駅西口店（2010年10月撮影）
- 北欧トーキョーJR戸塚橋上店（2020年12月撮影）
- 新宿スバルビル

## 番組提供
TBSテレビ
- テレポートTBS6
- JNNニュースの森
- イブニング・ファイブここまで、小田急グループ名義
- 総力報道!THE NEWS
- イブニングワイド
- Nスタ（小田急電鉄単体名義。2019年9月末で降板。後継はアルファクラブ）
- 王様のブランチ

日本テレビ
- ぶらり途中下車の旅（小田急ロマンスカー名義。降板時期不明。）
- ODAKYU SOUND EXPRESS（TOKYO FM）